# کریس مارلو
کریس مارلو (انگلیسی: Chris Marlowe؛ زادهٔ ۲۸ سپتامبر ۱۹۵۱) بازیکن والیبال اهل ایالات متحده آمریکا بود.